# Эдмонд (Оклахома)
Э́дмонд (англ. Edmond) — город, расположенный в округе Оклахома одноимённого штата (США). Население составляет 68 315 человек, что делает его шестым по величине городом в штате.
Эдмонд примыкает к северной границе Оклахома-Сити, с центром которого его связывают две магистрали: автомагистраль 77 и межштатная магистраль 35.

## Демография
По данным переписи, в 2000 году насчитывалось 68 315 человек, 25 256 домохозяйств и 18 588 семей, проживающих в городе. Плотность населения составляла 309,8 человек на квадратный километр. Расовый состав: 86,58 % белое население, 4,04 % афроамериканцы, 2,27 % коренные американцы, 3,26 % азиаты, 0,08 % гавайцы, 0,90 % прочие расы и 2,87 % смешанные расы.
Распределение населения по возрасту: 27,5 % составляют люди до 18 лет, 11,3 % от 18 до 24 лет, 29,6 % от 25 до 44 лет, 22,8 % от 45 до 64 лет и 8,8 %, в возрасте 65 лет и старше. Средний возраст составляет 34 года. На каждые 100 женщин приходится 93,7 мужчин. На каждые 100 женщин в возрасте 18 лет и старше насчитывалось 89,5 мужчин.
Среднегодовой доход на домашнее хозяйство в городе составляет $ 54 556, а средний доход на семью составляет $ 65 230. Мужчины имеют средний доход $ 46 833, тогда как женщины $ 28 231 . Доход на душу населения по городу составляет $ 26 517. Около 4,4 % семей и 7,2 % населения находятся ниже черты бедности, в том числе 6,2 % из них моложе 18 лет и 5,3 % в возрасте 65 лет и старше.

## История
В 1880 году Эдмонд был всего лишь пунктом технического обслуживания на железной дороге Санта-Фе. После заселения окружающих земель в 1889 году управление железной дороги присвоило городу его нынешнее название.